# Sasu Salin
Sasu Antreas Salin (Helsinki, 11 de junio de 1991) es un jugador de baloncesto finlandés que forma parte de la plantilla del CB Estudiantes de la Primera FEB, la segunda competición de España. Con 1.90 de estatura, su puesto natural en la cancha es el de escolta.

## Carrera deportiva
Se formó en el Espoon Honka. 
En 2010 firmó con el Union Olimpija, promediando en la temporada 2014-15 9,8 puntos y 3,1 rebotes en Eurocup y 6,8 puntos y 1,8 rebotes en la Liga Adriática. En wl conjunto adriático permaneció cinco campañas logrando tres Copas de Eslovenia y participando activamente en la Euroliga.
En febrero de 2015, firmó por el Club Baloncesto Gran Canaria hasta el final de la temporada. Después de finalizar la temporada, renueva por dos temporadas con el equipo canario.
En julio de 2017 ficha por el Unicaja de Málaga después de que el Herbalife Gran Canaria renunciara a ejercer el derecho de tanteo que tenía sobre él.
En julio de 2019 ficha por el Lenovo Tenerife, tras dos temporadas en las filas de Unicaja de Málaga.
El 4 de agosto de 2024, firma por el U-BT Cluj-Napoca de la Liga Națională,[cita requerida] la máxima competición de Rumanía.
El 7 de agosto de 2025 regresa a las competiciones españolas al firmar con el CB Estudiantes de la Primera FEB.

### Selección nacional
Con Finlandia ha disputado los siguientes eventos: Eurobasket 2011 en Lituania, Eurobasket 2013 en Eslovenia, Mundial 2014 en España, Eurobasket 2015 en Francia y el Eurobasket 2017 en Turquía.
En septiembre de 2022 disputó con el combinado absoluto finlandés el EuroBasket 2022, finalizando en octava posición.
Durante agosto y septiembre de 2023 fue integrante de la selección de Finlandia que participó en el Mundial de 2023 celebrado en Asia, y que finalizó en vigesimoprimer lugar.